# William T. Blodgett
William T. Blodgett o William Tilden Blodgett (1823 - 1875) va ser un col·leccionista d'art de la ciutat de Nova York que va tenir un paper decisiu en la fundació del Museu Metropolità d'Art.
Va estar actiu en la guerra civil americana i va organitzar el Club de la Lliga de la Unió de Nova York i la Fira sanitària per recaptar fons per als ferits. Va fundar el diari The Nation i fou un líder en l'establiment del Museu Americà d'Història Natural. L'any 1869 va ser membre fundador del comitè per formar el Met. Havia estat al comitè de selecció de les obres americanes per ésser presentades en l'exposició francesa de 1867 i per tant, el 1870 sabia el suficient per adquirir pintures, en l'estranger, per al museu acabat de fundar.
Va comprar un total de 174 quadres que va finançar junt amb John Taylor Johnson i aproximadament la meitat d'aquesta "«compra de 1871» es troba encara en el museu.
Algunes d'aquestes imatges són: 
| Imatge | Títol                                                                                             | Artista                              | Data  | Inventari | The Met url |
| ------ | ------------------------------------------------------------------------------------------------- | ------------------------------------ | ----- | --------- | ----------- |
|        | The Meeting of Alexander the Great and Diogenes                                                   | Caspar de Crayer                     |       | 71.1      | MET         |
|        | A Vase with Flowers                                                                               | Jacob Vosmaer                        |       | 71.5      | MET         |
|        | A Vase of Flowers                                                                                 | Margaretha Haverman                  | 1716  | 71.6      | MET         |
|        | The Holy Family with Saint Anne and the Young Baptist and His Parents                             | Jacob Jordaens                       |       | 71.11     | MET         |
|        | The Yard of the Inn at Emmaus                                                                     | David Ryckaert                       |       | 71.12     | MET         |
|        | Rustic Interior                                                                                   | David Ryckaert                       |       | 71.13     | MET         |
|        | A Cat Stealing Fish                                                                               | Giuseppe Recco                       |       | 71.17     | MET         |
|        | Vanitas Still Life                                                                                | Edwaert Collier                      | 1662  | 71.19     | MET         |
|        | Battle Scene                                                                                      | Johannes Lingelbach                  | 1671  | 71.23     | MET         |
|        | The Sacrifice of Isaac                                                                            | Giovanni Domenico Tiepolo            |       | 71.28     | MET         |
|        | Interior of Saint Peter's, Rome                                                                   | Giovanni Paolo Panini                |       | 71.31     | MET         |
|        | Group Portrait: A Wedding Celebration                                                             | Gillis van Tilborgh                  |       | 71.32     | MET         |
|        | Saint Remigius Replenishing the Barrel of Wine; (interior) Saint Remigius and the Burning Wheat   | Swiss Painter                        | 1500  | 71.33ab   | MET         |
|        | Portrait of a Woman                                                                               | Bernhard Strigel                     |       | 71.34     | MET         |
|        | Jacob Willemsz. van Veen (1456–1535), the Artist's Father                                         | Maarten van Heemskerck               | 1532  | 71.36     | MET         |
|        | Saint Agapitus of Praeneste in the Arena; (interior) The Beheading of Saint Agapitus of Praeneste | Swiss Painter                        | 1500  | 71.40ab   | MET         |
|        | Saint Rosalie Interceding for the Plague-stricken of Palermo                                      | Anthony van Dyck                     | 1624  | 71.41     | MET         |
|        | A Basket and Birds                                                                                | Jan Fyt                              |       | 71.43     | MET         |
|        | A Hare and Birds                                                                                  | Jan Fyt                              |       | 71.44     | MET         |
|        | A Partridge and Small Game Birds                                                                  | Jan Fyt                              |       | 71.45     | MET         |
|        | Portrait of a Young Woman                                                                         | Cornelis de Vos                      |       | 71.46     | MET         |
|        | Interior of a Gothic Church at Night                                                              | Pieter Neefs el Joven                |       | 71.50     | MET         |
|        | Midas Washing at the Source of the Pactolus                                                       | Nicolas Poussin                      |       | 71.56     | MET         |
|        | Ducks Resting in Sunshine                                                                         | Jean-Baptiste Oudry                  | 1753  | 71.57     | MET         |
|        | The Farrier                                                                                       | Aert van der Neer                    |       | 71.60     | MET         |
|        | View of Haarlem and the Haarlemmer Meer                                                           | Jan van Goyen                        | 1646  | 71.62     | MET         |
|        | Portrait of a Man                                                                                 | Abraham de Vries                     | 1643  | 71.63     | MET         |
|        | Interior of a Kitchen                                                                             | Willem Kalf                          |       | 71.69     | MET         |
|        | Portrait of Johan Hulshout (1623–1687)                                                            | Pieter Cornelisz van Slingelandt     | 1670  | 71.70     | MET         |
|        | Portrait of a Man                                                                                 | Bartholomeus van der Helst           | 1647  | 71.73     | MET         |
|        | Drawing the Eel                                                                                   | Salomon van Ruysdael                 |       | 71.75     | MET         |
|        | Malle Babbe                                                                                       | Style of Frans Hals                  | 1700s | 71.76     | MET         |
|        | Still Life with a Glass and Oysters                                                               | Jan Davidsz. de Heem                 |       | 71.78     | MET         |
|        | Beggars at a Doorway                                                                              | Master of the Béguins                | 1700s | 71.80     | MET         |
|        | Man in Armor (Mars?)                                                                              | Style of Rembrandt                   | 1700s | 71.84     | MET         |
|        | Dog Guarding Dead Game                                                                            | Jean-Baptiste Oudry                  | 1753  | 71.89     | MET         |
|        | Study Head of a Woman                                                                             | Jean-Baptiste Greuze                 |       | 71.91     | MET         |
|        | The Forge                                                                                         | Léonard Defrance                     |       | 71.93     | MET         |
|        | A Cavalry Engagement                                                                              | Adam Frans van der Meulen            |       | 71.96     | MET         |
|        | Marine                                                                                            | Salomon van Ruysdael                 | 1650  | 71.98     | MET         |
|        | Peasants Dancing and Feasting                                                                     | David Teniers the Younger            | 1660  | 71.99     | MET         |
|        | The Adoration of the Magi                                                                         | Copy after Hugo van der Goes         | 1500s | 71.100    | MET         |
|        | The Rope Dance                                                                                    | Léonard Defrance                     |       | 71.105    | MET         |
|        | A Banquet                                                                                         | Dirck Hals                           | 1628  | 71.108    | MET         |
|        | The Spinner                                                                                       | Quirijn van Brekelenkam              | 1653  | 71.110    | MET         |
|        | The Pigeon House                                                                                  | Roelof Jansz van Vries               |       | 71.116    | MET         |
|        | Pomegranates and Other Fruit in a Landscape                                                       | Abraham Brueghel                     |       | 71.118    | MET         |
|        | The Grand Canal above the Rialto                                                                  | Francesco Guardi                     |       | 71.119    | MET         |
|        | Santa Maria della Salute                                                                          | Francesco Guardi                     |       | 71.120    | MET         |
|        | The Investiture of Bishop Harold as Duke of Franconia                                             | Giovanni Battista Tiepolo            |       | 71.121    | MET         |
|        | Peasants Dancing                                                                                  | Johannes Lingelbach                  | 1651  | 71.123    | MET         |
|        | Rest                                                                                              | Nicolaes Pieterszoon Berchem         | 1644  | 71.125    | MET         |
|        | Johann I (1468–1532), the Constant, Elector of Saxony                                             | Workshop of Lucas Cranach the Elder  | 1532  | 71.128    | MET         |
|        | View of the Town of Alkmaar                                                                       | Salomon van Ruysdael                 |       | 71.135    | MET         |
|        | Surprised, or Infidelity Found Out                                                                | Christian Wilhelm Ernst Dietrich     |       | 71.142    | MET         |
|        | The Calling of Matthew                                                                            | Workshop of Jan Sanders van Hemessen | 1600s | 71.155    | MET         |
|        | The Mourning Virgin; The Man of Sorrows                                                           | Copy after Dieric Bouts              | 1600s | 71.156–57 | MET         |
|        | The Newborn Baby                                                                                  | Matthijs Naiveu                      | 1675  | 71.160    | MET         |
|        | The Adoration of the Shepherds                                                                    | Christian Wilhelm Ernst Dietrich     |       | 71.162    | MET         |
|        | Abraham's Parting from the Family of Lot                                                          | Jan Victors                          |       | 71.170    | MET         |